# 最常見名字列表
最常見名字（又稱大眾名），是指因各地區與文化不同而被廣泛使用的名字。在臺灣，俗稱「菜市場名（菜市仔名）」。

## 由來緣故
1. 傳統家族慣用命名方式，以中文的人名的命名，名字的第一個字常用於區別在家族中的輩份關係。
2. 特定主題的粉絲或同好者為其子女，以其喜好的人名（偶像、偉人）或虛構作品（漫畫、遊戲）中的人名為其子女命名。
3. 基于宗教因素，如西方的主保聖人。東方的佛保、天保、天佑、天賜等。
4. 基於當時的文化與流行趨勢。
5. 使用祖先的名字，為子女命名，常出現在西方國家。

## 影響
- 由於名字是一種識別方式，在团队中2個以上的同名者可能造成一些不便。

## 各地情況

### 中国大陆
根据基于中国公民身份信息系统库而做的同名同姓(测试版)，重名最多前十为：
1. 张伟   299,025个
2. 王伟   290,619个
3. 王芳   277,293个
4. 李伟   269,453个
5. 李娜   258,581个
6. 张敏   245,553个
7. 李静   243,644个
8. 王静   243,339个
9. 刘伟   241,621个
10. 王秀英 241,189个

2016年，由中國清华大数据产业联合会發起之一，清华大学「幸福科技实验室」支持项目下，以大数据與心理学基础，进行姓名研究及起名服务之专业机构发布。其中，「熱名榜」，男孩子以「浩然」、「子軒」、「皓軒」佔據前三名，女孩子則以「梓萱」、「梓涵」、「詩涵」佔據前三名。
2021年2月8日，中國公安部公布中國大陸「2020年度全國姓名報告」，其中2020年（截至2020年12月31日止）出生並已登記戶籍的新生兒，男生最常見名字第一名是「奕辰」，女生則是「一諾」。男生前10名依序為：「奕辰」、「宇軒」、「浩宇」、「亦辰」、「宇辰」、「子墨」、「宇航」、「浩然」、「梓豪」、「亦宸」。女生部分，前10名則依序為：「一諾」、「依諾」、「欣怡」、「梓涵」、「語桐」、「欣妍」、「可欣」、「語汐」、「雨桐」、「夢瑤」。

#### 中國大陸各世代取用名字（前10）排行
| 出生年代         | 男性取用名字                                             | 女性取用名字                                               |
| ---------------- | -------------------------------------------------------- | ---------------------------------------------------------- |
| 1959年（含）以前 | 建國、建華、國華、和平、明、建平、軍、平、志明、徳明     | 秀英、桂英、秀蘭、玉蘭、桂蘭、秀珍、鳳英、玉珍、玉英、蘭英 |
| 1960年至1969年   | 軍、勇、偉、建國、建華、建軍、平、建平、強、斌           | 秀英、桂英、英、玉蘭、萍、秀蘭、玉梅、紅、麗、敏           |
| 1970年至1979年   | 勇、軍、偉、強、剛、建軍、濤、斌、波、輝                 | 麗、艷、敏、芳、靜、霞、紅梅、燕、紅、英                   |
| 1980年至1989年   | 偉、磊、勇、濤、超、強、鵬、軍、波、杰                     | 靜、麗、娟、艷、燕、敏、娜、芳、丹、玲                     |
| 1990年至1999年   | 偉、超、濤、杰、鵬、磊、強、浩、鑫、帥                     | 靜、婷、敏、婷婷、丹、雪、麗、倩、艷、娟                   |
| 2000年至2009年   | 濤、浩、杰、鑫、俊杰、磊、帥、宇、浩然、鵬                   | 婷、欣怡、婷婷、靜、悅、敏、佳怡、雪、穎、雨欣             |
| 2010年至2019年   | 浩宇、浩然、宇軒、子軒、宇航、皓軒、子豪、浩軒、俊杰、子涵 | 欣怡、梓涵、詩涵、梓宣、子涵、紫涵、佳怡、雨涵、雨欣、一諾 |

備註：以上資料數據來源為引用中國公安部戶政管理研究中心資訊。

### 台灣
又稱為「菜市仔名」或「菜市場名」，源自臺灣話，意指某台灣人名在使用上相當普遍，甚至去菜市場（菜市仔）買菜時，「隨便喊一聲，就會很多人返頭回應」之意。
由於時代背景及命名吉祥考量，臺灣的確有許多菜市仔名。女性如雅婷、怡君；男性如家豪、志偉、志豪等。
網路上甚至有人開起虛擬賭盤，猜測每年聯考榜單中，雅婷與怡君孰多。抑或是林怡君或陳怡君多。2012年大學菜市場名排行，女生組菜市場名「雅婷」居冠（以2012年度「繁星推薦」、「個人申請」、「指考分發」紀錄），並蟬連11年（含2012年）的冠軍位置。
另資料排行顯示，男性名字中含有「雄」字者，以1930至1940年代人們居多，舉例:「正雄」、「武雄」、「文雄」等，推測是受日本文化影響。名字中含有「志」字者，則以1960至1970年代出生的人們居多，舉例:「志明」、「志強」、「志偉」、「志豪」等。1980至1990年代出生的人們，以「志豪」居榜首，而「冠宇」、「冠廷」等則緊追在後。2000年代取名偏好則轉向「承恩」、「承翰」等「承」字輩為主流。2010年代新生兒則以「品睿」搶佔榜首。
女性名字中，「玉蘭」、「秀英」、「秀琴」、「麗華」等，以1920至1950年代出生的人們佔多數。「淑芬」以1960至1970年代出生的人們佔多數，緊接者則有「淑惠」、「麗婷」、「美玲」、「雅惠」等名字。而「淑婷」、「怡君」、「惠君」、「月娥」等名，亦在1980至1990年代擊敗「淑芬」居於前列。近年偶像劇興起，「宜蓁」、「欣妤」、「詩涵」等偶像劇女主角的劇中名字則榮獲人們青睞。在2010年代，「品」字崛起，則以「品妍」、「品蓁」等名分居排行榜第1、3名。
內政部統計，在2010年的新生兒名字之中，男嬰取名為「承恩」353人居冠，其次為「承翰」192人。女嬰以取名「采潔」188人居冠，其次為「沛恩」有166人。
2011年，依據戶籍登記資料排行顯示，男性名字首榜「志明」、女性名字首榜「淑惠」。
2012年7月2日，依據戶籍登記資料排行顯示，男性名字首榜「家豪」（計14,229人）、女性名字首榜「淑惠」（計33,063人）。而性別相異但同名同姓者，以「張家華」居冠。夫妻同名同姓者，台灣僅一對。
2013年新生兒投保資料中，統計新生兒最常見的男嬰名為「宥翔」，最常見的女嬰名為「語彤」。而2013年最常見男嬰的名字前10名，分別是「宥翔」、「宥廷」、「宇恩」、「承恩」、「宇翔」、「宥辰」、「品睿」、「睿恩」、「宸睿」、「柏宇」；女嬰則是「語彤」、「品妍」、「詠晴」、「羽彤」、「子晴」、「禹彤」、「品妤」、「芯語」、「恩綺」、「思妤」。
2014年6月9日，依據健保局公佈20歲以下青少年及兒童男女常見名的排行榜顯示，0至10歲（2005年至2014年出生）男孩的名字前10名，分別是「承恩」、「承瀚」、「宇翔」、「冠廷」、「冠宇」、「柏翰」、「彥廷」、「柏宇」、「宥廷」、「柏睿」；女孩則是「子晴」、「詠晴」、「宜蓁」、「品妤」、「子涵」、「品妍」、「詩涵」、「思妤」、「羽彤」、「怡萱」。
2016年6月5日，依據臺北市民政局同日公布臺北市2013至2015年，計有8萬餘新生兒之命名統計數據，男嬰命名排名分別為「柏睿」、「品睿」、「宸睿」、「宥廷」、「柏宇」，女嬰命名排名則為「詠晴」、「品妍」、「品妤」、「子晴」、「宥蓁」，其中，名為「柏睿」者128名，名為「詠晴」者100名。
2016年6月底全台前十大常見名字，男性依序為「家豪」、「志明」、「俊傑」、「建宏」、「俊宏」、「志豪」、「志偉」、「文雄」、「金龍」、「志強」。女性依序為「淑芬」、「淑惠」、「美玲」、「雅婷」、「美惠」、「麗華」、「淑娟」、「淑貞」、「怡君」、「淑華」。
2018年11月5日內政部發布，全臺前十大常見名字，男性依序為「家豪」（計1萬4千多人，含括6縣市第一）、「志明」、「俊傑」、「建宏」、「俊宏」、「志豪」、「志偉」、「文雄」、「承翰」、「冠宇」。女性依序為「淑芬」（計3萬1千多人，含括9縣市第一）、「淑惠」、「美玲」、「雅婷」、「美惠」、「麗華」、「淑娟」、「淑貞」、「怡君」、「淑華」。
其他：男性名：宏宇、志翔、冠毅、勝澤、凱傑、威霖。女性名：筱晴、舒涵、芯彤、怡雯、昕妍、芷芸、依潔。
2023年10月30日內政部發布，全臺前十大常見名字，男性依序為「家豪」（計14,038人）、「志明」（計12,719人）、「建宏」（計12,196人）、「俊傑」（計12,187人）、「俊宏」（計11,189人）、「志豪」（計10,676人）、「志偉」（計10,563人）、「承翰」（計9,726人）、「冠宇」（計9,655人）、「志強」（計9,101人）。女性依序為「淑芬」（計31,879人）、淑惠（計30,420人）、美玲（計27,487人）、麗華（計25,624人）、美惠（計25,015人）、淑貞（計23,904人）、雅婷（計23,407人）、秀英（計23,020人）、淑娟（計22,828人）、秀琴（計22,266人）。

#### 各世代取用名字（前三）排行
| 出生年代                               | 男性取用名字     | 女性取用名字     |
| -------------------------------------- | ---------------- | ---------------- |
| 1912年至1920年（民國1至9年）           | 德成、文山、丙丁 | 英、玉英、梅     |
| 1921年至1930年（民國10至19年）         | 金龍、金水、金生 | 秀英、玉蘭、玉英 |
| 1931年至1940年（民國20至29年）         | 正雄、文雄、武雄 | 秀英、玉蘭、梅   |
| 1941年至1950年（民國30至39年）         | 武雄、正雄、文雄 | 秀英、秀琴、美玉 |
| 1951年至1960年（民國40至49年）         | 金龍、進財、榮華 | 麗華、秀琴、秀英 |
| 1961年至1970年（民國50至59年）         | 志明、志成、文雄 | 淑芬、美玲、淑惠 |
| 1971年至1980年（民國60至69年）         | 志偉、志明、建宏 | 淑芬、雅惠、淑娟 |
| 1981年至1990年（民國70至79年）         | 家豪、志豪、志偉 | 雅婷、怡君、雅雯 |
| 1991年至2000年（民國80至89年）         | 家豪、冠宇、冠廷 | 雅婷、怡君、怡婷 |
| 2001年至2010年（民國90至99年）         | 承恩、承翰、冠廷 | 宜蓁、欣妤、詩涵 |
| 2011年至2020年（民國100至109年）       | 承恩、宥廷、品睿 | 品妍、子晴、詠晴 |
| 2021年至2023年6月（民國110至112年6月） | 恩碩、宥廷、子睿 | 品妍、苡菲、雨霏 |

數據來源：內政部戶政司（數據截至2023年6月30日止）

### 日本
2009年的統計（名字以其羅馬拼音統計）
- 男性最常見名字為：

Hiroto、Shota、Ren、Sota、Sora、Yuto、Yudo、Yuma、Eita、Sho
- 女性最常見名字為

Rin、Sakura、Hina、Yua、Yuna、Miu、Yui、Aoi、Miyu、Misaki

### 泰國
2012年依據其內政部登錄資料內容顯示，「颂猜」（Somchai）居冠，約24萬人。

### 美國
2007年美國社會安全署公布，美國嬰兒2006年最常見名字，女嬰是艾蜜莉（Emily），男嬰是雅各（Jacob）

### 加拿大
1997年以後有統計

### 英国
2007年6月6日《泰晤士报》报道，穆罕默德将成为英国2008年新生男婴最常用的名字。原因是英国回教徒人口出生率是其他信仰人口的3倍。

### 波兰
2009年，波兰最常用的女性名字是安娜（Anna）、玛丽亚（Maria）和卡塔日娜（Katarzyna）；最常用的男性名字是彼得（Piotr）、克日什托夫（Krzysztof）和安德烈（Andrzej）。

## 外部連結
- "most popular given names" - 搜索 Google 圖書
- （英文）Baby Name facts and stats from around the world （页面存档备份，存于）